# 卡拉斯科
卡拉斯科（義大利語：Carasco），是意大利热那亚省的一个市镇。总面积8.6平方公里，人口3595人，人口密度418.0人/平方公里（2009年）。ISTAT代码为010010。